# ARA Monsunen
El Monsunen (ARA Monsunen, cuando estuvo al servicio de la Armada Argentina) fue un buque de carga costero, perteneciente a la Falkland Islands Company, capturado por la Armada Argentina el 12 de abril de 1982, tras la Operación Rosario, y puesto al mando del teniente de navío Jorge Gopcevich Canevari.

## Guerra de las Malvinas
El buque, construído en Dinamarca, podía desarrollar una velocidad de 7 nudos; en servicio de la Armada cumplió misiones de transporte, en el marco de la guerra de las Malvinas, principalmente alimentos, tanto para las fuerzas argentinas como para los pobladores de las islas.
Dados a la posibilidad de ataques por parte de los británicos, por una ametralladora MAG, a proa y una ametralladora recuperada de un avión Pucara, cedida por el Vicecomodoro Pedroza de la Fuerza Aérea Argentina a popa. La MAG era operada por un sargento y un conscripto del R4 de infantería.
En la madrugada del 23 de mayo de 1982, cuando llevaba a cabo una misión logística entre Puerto Mitre y Puerto Argentino, la pequeña unidad fue interceptada por un helicóptero británico Lynx que transportaba tropas especiales del SBS. Esta aeronave fue recibida con intenso fuego de armas portátiles automáticas, lo que la obliga a retirarse. Casi al mismo tiempo, la embarcación es atacada por dos fragatas enemigas, la HMS Brilliant y la HMS Yarmouth, que le disparan primero con proyectiles iluminantes y luego con artillería naval. El ARA Monsunen logra escapar encallando en Caleta Foca, donde la topografía del terreno evita que el radar de las naves británicas lo detecte. La tripulación pasa la noche en tierra, y al amanecer el buque es remolcado a Darwin por el buque ARA Forrest, que transvasa su carga y la transporta a Puerto Argentino, completando así la misión. El Monsunen, con una avería en su hélice, queda amarrado en Darwin hasta la caída de la localidad en manos británicas, el 29 de mayo. Los tripulantes participaron activamente en la batalla, siendo tomados prisioneros tras la rendición de las tropas argentinas.